# Salón Los Ángeles
El Salón Los Ángeles es un salón de baile y centro nocturno ubicado en el centro de la Ciudad de México, en la alcaldía Cuauhtémoc. Se inauguró el 29 de julio de 1937 con la presentación de la orquesta de Gonzalo Curiel y la Danzonera de Toto.
Es uno de los salones de baile más famosos de la Ciudad de México. Popularmente se dice que El que no conoce Los Ángeles no conoce México. Se toca música en vivo, particularmente cumbia, salsa y son cubano pero, al igual que el California Dancing Club, fue el escenario de ritmos como el mambo, el danzón, el chachachá y el swing.
Abre los martes y domingos, días asignados en la década de los 50 por la Unión de Saloneros, ya que en ese tiempo había varios salones en la ciudad, y para no competir, a cada uno le tocó un día distinto y el domingo.

## Historia
Está ubicado en lo que fue una bodega de carbón de la colonia Guerrero. Miguel Nieto Alcántara trabajaba en el negocio de madera y carbón, “pero cuando el combustible principal cambió a petróleo y después a gas, se dejó de vender el carbón, y dejó de utilizarse ese terreno”, y fue entonces cuando su amigo Alberto Rojas lo persuadió de abrir el salón de baile.[cita requerida]
El salón ha cerrado tres veces en su historia: después del terremoto de 1985, para hacer las revisiones que exigía la autoridad; en el 2009, durante la crisis sanitaria por influenza H1N1, y en 2020 por la pandemia de coronavirus.
Ha sido sede, por 32 años, del Gran Baile de Tarzanes, Pachucos y Rumberas; por 11 años, del baile Aniversario del Asalto al Cuartel Moncada. Además, es el espacio donde se realizó el Congreso de Fundación del Frente Zapatista de Liberación Nacional (FZLN).[cita requerida]